# Ornithomimus
Ornithomimus ("napodobitel ptáka") je rod agilního teropodního dinosaura, žijícího v období svrchní křídy na území dnešní Severní Ameriky (západ USA a Kanady). Fosilie tohoto ornitomimida byly dosud objeveny v sedimentech souvrství Dinosaur Park, souvrství Horseshoe Canyon, souvrství Hell Creek, souvrství Denver, souvrství Ferris, souvrství Kaiparowits a pravděpodobně i několika dalších. Dokázal pravděpodobně velmi rychle běhat.

## Popis
Stejně jako další ornitomimidé ("pštrosí dinosauři") vykazoval Ornithomimus tříprsté zadní končetiny, štíhlé a dlouhé přední končetiny a dlouhý krk s relativně malou, jakoby "ptačí" hlavou. Od ostatních zástupců skupiny se naopak liší velmi štíhlými a rovnými drápy na všech končetinách a podobnou délkou prstů i zápěstních kostí. Struktura přední končetiny je velmi podobná pažím lenochoda, což vedlo paleontologa H. F. Osborna k domněnce, že si tento dinosaurus při okusování listí obratně přidržoval větve.
Druh Ornithomimus edmontonicus dosahoval délky asi 3,5 až 3,8 metru a hmotnosti kolem 170 kilogramů. Byl to bipední (po dvou se pohybující) dinosaurus celkovým vzhledem velmi podobný pštrosu, ovšem s výjimkou dlouhého ocasu. Byl nepochybně velmi rychlým běžcem, který dosahoval rychlosti možná až kolem 70 km/h.
V roce 1933 byl z Indie popsán pochybný rod abelisauridního teropoda pod jménem Ornithomimoides, ve skutečnosti však nebyl ornitomimovi blízce příbuzný.

## Tělesné opeření
Vědecká studie z roku 2012 dokazuje, že všechna růstová stadia tohoto dinosaura vykazovala přítomnost dobře vyvinutého tělesného opeření.

## Druhy
Do tohoto taxonu mohl ve skutečnosti spadat i druh Coelosaurus antiquus, popsaný roku 1865 z Marylandu.

## V populární kultuře
Tento rod se objevuje především ve fiktivním dokumentu Prehistorický park z roku 2006. Zde je v téměř každé epizodě zobrazován jako stádní zvíře, jehož mláďata jsou opeřená. Je mu zde také přisuzován již vědecky zamítnutý způsob získávání potravy v podobě procezování vody. Ornithomimus se dále objevil také v množství jiných anglojazyčných televizních filmů a seriálů, například Fantasia (1940), The Valley of Gwangi (1969), Planet of Dinosaurs (1978) nebo snímek z IMAXu T-Rex: Back to the Cretaceous (1998). Pštrosí dinosauři se objevují v mnoha knihách o dinosaurech, například v knize Poslední dny dinosaurů představují rychlonohé opeřené sprintery dinosauřího světa, nejrychlejší tvory své doby.

### Česká literatura
- SOCHA, Vladimír (2021). Dinosauři – rekordy a zajímavosti. Nakladatelství Kazda, Brno. ISBN 978-80-7670-033-8 (str. 89)